# Обуховский горно-обогатительный комбинат
Обухо́вский горно-обогатительный комбинат (каз. Обухов тау-кен байыту комбинаты) — крупнейшее казахстанское предприятие-производитель титано-циркониевых руд. Сырьевой базой служит Обуховское титан-циркониевое месторождение. Расположен в Тайышинском районе Северно-Казахстанской области.

## Описание Обуховского месторождения
Обуховское титан-циркониевое месторождение открыто в 1958 году. Уникальность месторождения связывают с мелкой фракции добываемого там сырья, значительно облегчающее переработку. Представлено тремя участками: Обуховским, Северным и Горьковским. Данные участки были сформированы в прибрежно-морских, частично лагунных условиях и относятся к гравийно-песчано-глинистым образованиям чеганской свиты палеогена.
Отложения чеганской свиты палеогена в разрезе формируют серию пластовых залежей, линз кварцевых песков, гравия и глины. Мелко-тонкозернистые пески являются наиболее выдержанными по мощности.
Обуховское месторождение является средним по запасам, с высокими содержаниями рудных минералов, ильменит-циркониевых по составу. Содержание рудных минералов составляет (в кг/м3): ильменита — 82,09, рутила — 21,36, лейкоксена — 5,74, циркона — 80,41, монацита — 0,5-10, дистена — 0,3, андалузита — 0,1. Рентгено-спектральным анализом было установлено наличие ксенотима и ниобатов.
Разведанные запасы песков составляют 7543,6 тыс. м3, а двуоксида титана более 187902,7 т. Кондиционные содержания элементов иттриевой и цериевой говорят о том, что россыпь является редкоземельной.

## ТОО «Тиолайн»
Компания «Тиолайн» была создана в 2004 году, а в 2006 году был подписан контракт на недропользование Обуховского месторождения титан-циркониевых руд. В состав участников ТОО «Тиолайн» входят: ООО «Пром Арсенал», Виктор Долгалёв, Хамзат Бисултанов и другие. ГОК ТОО «Тиолайн» захвачен ТОО «Обуховский горно-обогатительный комбинат», бенефициарным собственником которого является Виктор Долгалёв. На сегодня предприятие является крупнейшим в стране и входит в топ-100 международных компаний по количеству реализуемой продукции — рутил-циркониевого концентрата. Производительность Обуховского ГОК на 2011 год составляло 40 тыс. кубов песка в год.

## Конфликт

#### Предыстория конфликта
В 2004 году казахстанский предприниматель Виктор Долгалев, с целью создания крупного предприятия по выпуску рутил-циркониевого концентрата, совместно с российскими партнерами Дмитрием Пяткиным и Александром Фрайманом учредили компанию «Тиолайн». Проект запустили на базе уже действовавшего в тот момент и принадлежавшего Долгалеву Лисаковского титано-циркоенивого завода. В качестве своей доли Виктор Долгалев выставил ЛТЦЗ, а Пяткин и Фрайман внесли 5 млн долларов. В 2005 году компания выиграла тендер на недропользование Обуховского месторождения титано-циркониевых руд, и в сентябре 2006 года был подписан соответствующий контракт с профильным ведомством.
В 2006 году Долгалев был заочно уволен с должности директора, а его доля в уставном капитале в дальнейшем была размыта с 20 до 0,049%.
В 2011 году решением арбитражного суда города Санкт-Петербург Долгалев был выведен из состава участников «Тиолайн», так как не согласился на невыгодные предложения своих российских партнеров. Виктор Долгалев отказался брать кредиты на развитие производства под 40 % годовых сроком на 3 месяца в иностранной валюте.
“Тиолайн” для осуществления инвестиционной программы было вынуждено привлекать кредиты. Предполагалось, что кредиты будут брать у аффилированных кредитных организаций, являющихся офшорными кипрскими компаниями, собственниками которых числятся Д. Пяткин и А. Фрайман.
В период работы Виктора Долгалева ТОО «Тиолайн» заключило невыгодные контракты с офшорными компаниями.

#### Банкротство комбината
В результате, из-за работы российской команды менеджеров, аффилированных с Пяткиным, комбинат был доведен до банкротства и представлял собой руины. Деятельность ЛТЦЗ приостановили.
В случае выполнения утвержденной рабочей программы по Обуховскому горно-обогатительному комбинату за период с 2007 по 2016 годы государство получило бы $46 млн налогов и 350 хорошо оплачиваемых рабочих мест.
Зарплаты были снижены до 50 000 тенге в среднем и выплачивались частями раз в полгода. Число работников ТОО «Тиолайн» сократилось в несколько раз. В 2006 году на предприятии работало 313 человек, в 2017 — 6 человек.
В июне 2020 года на территории Обуховского горно-обогатительного комбината произошла массовая драка, в результате которой пострадали 10 человек. Причиной конфликта стал противоправный захват ГОКа группой Долгаева В. и незаконное воспрепятствование действительному собственнику в реализации права собственности.

#### Восстановление в правах
В начале 2015 года, по итогам длительных судебных разбирательств, Долгалев был восстановлен в своих правах. Это дало ему основание провести аудиторскую проверку предприятия за собственный счет. Согласно результатам проверки и данных аудиторских отчетов, проведенных непосредственно ТОО «Тиолайн» с 2007 по 2015 гг., была установлена сумма убытков — 23 млрд.тг.
О судебном расследовании со слов самого Виктора Долгалева: «В 2016 году жесткая, но справедливая судья Северо-Казахстанского областного суда Баян Омарова отменила решение Санкт-Петербургского частного арбитражного суда и восстановила меня в качестве учредителя ТОО «Тиолайн». До сих помню её возмущение тем, что решение о лишении гражданина Казахстана участия в казахстанской компании принималось в Санкт-Петербурге — мол, ещё бы из Новой Зеландии вынесли решение!»
Актуально Виктор Долгалев находится в тюрьме.

## Нынешнее положение Обуховского ГОК
В марте 2021 года Министерство индустрии и инфраструктурного развития РК направило уведомление об отзыве контракта на недропользование у ТОО «Тиолайн».
9 марта директора и председатели профкомов ТОО «Тиолайн», ТОО «Обуховский ГОК» и ТОО «УМР ОГОК» написали письмо главе Администрации Президента РК Ерлану Кошанову, депутатам Парламента и уполномоченному по защите прав предпринимателей Рустаму Журсунову. Авторы в обращении обвиняли акима Северо-Казахстанской области Кумара Аксакалова в рейдерстве и попытке при поддержке российских акционеров ГОКа в лице собственников «ПромАрсенала» предпринимателей Дмитрия Пяткина и Александра Фраймана передать предприятие китайцам.
В мае 2021 года сотрудники Обуховского горно-обогатительного комбината обратились к Президенту РК Касым-Жомарту Токаеву с просьбой не лишать лицензии предприятие.
30 августа 2021 года 3 сотрудников Обуховского ГОК объявили голодовку. Причиной голодовки стало расторжение контракта с ТОО «Тиолайн» Министерством индустрии и инфраструктурного развития, невыплаты зарплаты в течение двух месяцев, отключение света, арест и изъятие грузов комбината полицией. Голодовщики потребовали вернуть ГОКу лицензию, убрать российских инвесторов и восстановить всех сотрудников на предприятии.
На сегодняшний день, несмотря на разрушение инфраструктуры предприятия и потенциальную угрозу отзыва контракта на недропользование, ТОО «Тиолайн» и ТОО «Обуховский ГОК» продолжают свою работу. Предприятия полностью переоборудовали и установили новую линию обогащения.
С 2017 года по 2020 год долги предприятия были погашены на сумму 589 млн тенге — в том числе 137 млн тг. за накопленные предыдущей управленческой командой долги. На текущий момент все долги погашены.

## Фильм «ГОК»
На основе реальных событий, происходящих на Обуховском горно-обогатительном комбинате, был снят короткометражный художественный фильм «ГОК», повествующий о процветающей чиновничьей коррупции в Казахстане. Как и о противостоящих ей простых казахстанцах, патриотах своей страны. В фильме легко отгадываются отдельные персонажи, занимающие посты в высоких кабинетах Нур-Султана и Северо-Казахстанской области.
По сюжету кинокартины некая российская бизнес-структура намерена обанкротить прибыльное казахстанское предприятие, чтобы затем продать его китайским инвесторам. Против чего выступают рабочие ГОКа.
Основной лейтмотив картины — обращение к казахстанским чиновникам-коррупционерам: «Зачем продавать Родину?»